# نسوية المنبوذون

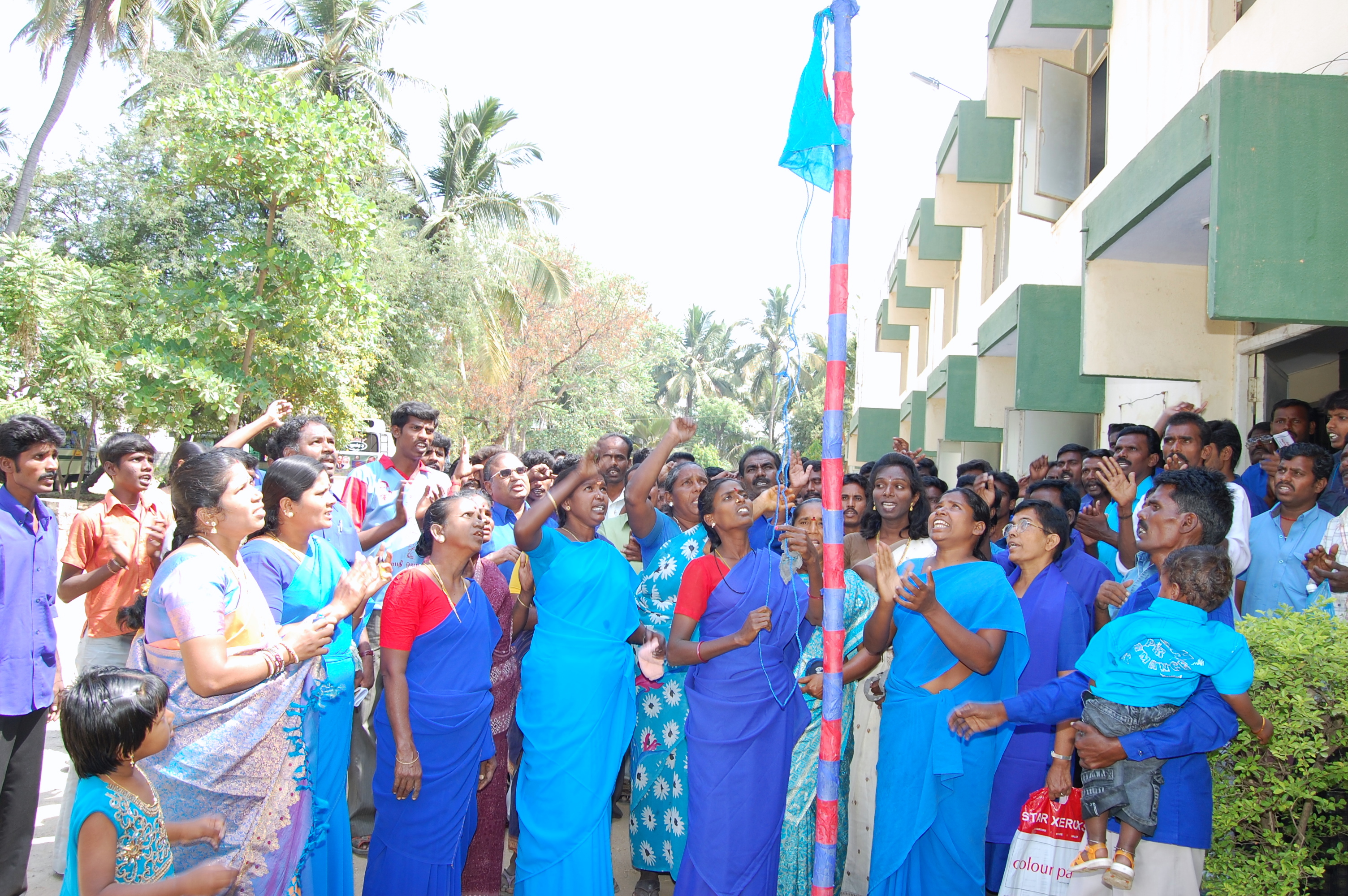
تم التقاط الصورة أثناء رفع العلم خلال مؤتمر آثي ثاميلار بيرافاي النسائي في سالم ، تاميل نادو ، الهند في 8 مارس 2009

تُعتبر حركة نسوية المنبوذون (بالإنجليزية: Dalit feminism)‏ منظورًا نسائيًا يشمل التشكيك في الطوائف الإثنية والأدوار الجندرية بين طبقة المنبوذين الاجتماعية وداخل الحركة النسوية والحركات الداعمة للمرأة. تعيش نساء المنبوذين أساسًا في جنوب آسيا، ولا سيما في كل من بنغلاديش والهند ونيبال وباكستان وسريلانكا. تواجه النساء هناك تحديات مختلفة عن ما تواجهنه النساء من الطبقات العليا في هذه البلدان ذاتها. ومن الأرجح يكنّ فقيرات وغير متعلمات ومهمشات اجتماعيًا بشكل كامل. تدعو مناصرات هذه الحركة إلى المساواة في الحقوق بين هؤلاء النساء على أساس نوع الجنس والطبقية وغيرهما من القضايا. وقد خاطبن المؤتمرات وأنشئن منظمات خاصة وساعدن في انتخاب نساء أخريات منهن لشغل مناصب سياسية داخل الحركة.

## الخلفية
تشكل نساء المنبوذين جزءًا من مجموعة مهمشة من الناس الذين يشكلون ما يُعرف رسميًا باسم الطوائف والقبائل المُجدولة في الهند، على الرغم من وجود نساء منهن في كل من نيبال وباكستان وبنغلاديش وسريلانكا. في نيبال، تشكل هؤلاء النساء 13.2% من مجموع السكان. تعيش معظمهن في باكستان في منطقة بنجاب، وذلك وفقًا لإحصائيات عام 1998. على وجه الإجمال، تشكل هؤلاء النساء «أكبر مجموعة مُجدولة» بنسبة 2% من تعداد السكان في العالم. تعاني النساء في تلك المناطق من فقر مُدقع، ذلك أن العديد منهن جهلة وأميين. تواجه النساء أيضًا ممارسات القمع ليس فقط من قِبَل الرجال من الطبقات العليا، وبالإضافة إلى ذلك، ثمَّة تسلسل هرمي بين جماعات المنبوذين، بل أيضًا من قِبَل كل من هم من مستوى اجتماعي أعلى.
تواجه نساء المنبوذين ممارسات العنف بمعدلات أعلى من البقية، بما يتضمن جميع أشكال العنف الممكنة. على سبيل المثال، أنواع معينة من الدعارة القسرية مثل نظام ديفاداسي أو جوجيني الذي يُمارس عليهن بشكل خاص. بالإضافة إلى ذلك، لا يتم إبلاغ ضحايا العنف هذا أو أسرهم بأي من حقوقهم. قد تتجاول الشرطة عند الإبلاغ عن هجوم أو اعتداء لكن لا يجوز لهم التحقيق في الأمر أو اتخاذ أي إجراء ضد الجاني. يُعتبر العنف الجنسي ضد هؤلاء النساء «ظاهرة اضطهاد منتظمة وروتينية» وفقًا لما ذكره كيران كومار بودو وسيفا ناجايا بولدو في مجلة إنكليش ستاديز إنترناشيونال ريسيرش. لطالما اعتبرت حياتهن الجنسية «منحرفة» وخاصة لدى طبقات المجتمع المخملية. كانت أجسادهن «متاحة دائمًا» للجنود والضباط البريطانيين داخل مستعمراتهم في الراج البريطاني. في نيبال، وجدت دراسة أجريت عام 2013 أن 50.6% من نساء المنبوذين يواجهن أشكالًا يومية من العنف، بما في ذلك الاعتداء الجسدي والجنسي. بالإضافة إلى ذلك، يتعيّن على العديد منهن في نيبال التمسك بممارسة الشوبادي. في باكستان، تتعرّض النساء للاختطاف والتحوّل القسري إلى الإسلام.
تاريخيًا، ركزت الحركة بشكل كبير على قضية الرجال، وكثيرًا ما تجاهلت الحركة النسوية الرئيسية في الهند مثل هذه القضايا. وقد تعرضت الحركة، التي تديرها نساء الطبقة المتوسطة والطبقة العليا بشكل رئيسي، لانتقادات من جانب نساء المنبوذين لتجاهلهن القضايا التي يواجهنها بشكل شخصي. أعربت عن ذلك سواروبا راني التي اعتبرت أن النسوية في الهند جميع النساء متشابهات، وبالتالي لديهن نفس المشاكل لكن نساء المنبوذين تطعن في هذه الفكرة. تدعي الحركة أنه يجب النظر إلى «الطبقة الاجتماعية» أو «الجنس» على أنهما موضوعين متقاطعين لا متعارضين.

## اليوم
في الوقت الحاضر، يعمل ناشطون مثل روث مانوراما على اتخاذ إجراءات قانونية وسياسية لتمكين النساء. وقد تحدثت مانوراما عن كيفية تنفيذ القوانين الرامية إلى حماية النساء في الطبقات والقبائل المُجدولة على نحو خاطئ إذ كثيرًا ما يتم تجاهل الشكاوى والتقارير المقدمة منهن. بالإضافة إلى ذلك، تقول آشا كوتل من منصة أول إنديا داليت ماهيلا أديكار مانش (إيه آي دي إم إيه إم) أن «الهند تماطل بجميع القرارات الخاصة بقضية المنبوذين». بالاشتراك مع مركز دراسات المرأة في كرانتيجيوتي سافيتريباي فيول (كيه إس بي دبليو إس سي)، عقدت المنصة مؤتمر عام 2017 الذي حمل عنوان «نساء المنبوذين يتكلمن بصراحة» والذي اجتذب نحو 450 مندوبًا ومشاركًا. قدّمت المنصة شهادات واعترافات عن أعمال العنف الجنسي والطبقي في الدورة الثامنة والثلاثين لمجلس حقوق الإنسان التابع للأمم المتحدة في عام 2018. عّدَّ التقرير، تحت عنوان أصوات ضد العنف الطبقي: قصص نساء المنبوذين في الهند والذي قُدم إلى الأمم المتحدة (يو إن)، أول تقرير عن العنف القائم على الطبقات الاجتماعية ضد المرأة يُقدم إلى الأمم المتحدة.